# 八道沟河
八道沟河，位于中华人民共和国吉林省长白朝鲜族自治县境内，是鸭绿江右岸支流，发源于长白县十四道沟镇北部望天鹅峰南麓，蜿蜒向南流经宝泉山镇、新房子镇和八道沟镇，最后于八道沟镇西兴村注入鸭绿江。河长84.9千米，河道平均比降7.7‰，流域面积718平方千米，年均径流量3.23亿立方米。流域内山峦重叠，丘陵起伏，河道弯曲，坡陡流急，水能资源丰富。流域森林覆盖率84%。